# Cancon
Cancon is een gemeente in het Franse departement Lot-et-Garonne (regio Nouvelle-Aquitaine). De plaats maakt deel uit van het arrondissement Villeneuve-sur-Lot. Cancon telde op 1 januari 2022 1.366 inwoners.

## Geografie
De oppervlakte van Cancon bedroeg op 1 januari 2022 24,49 vierkante kilometer; de bevolkingsdichtheid was toen 55,8 inwoners per km².

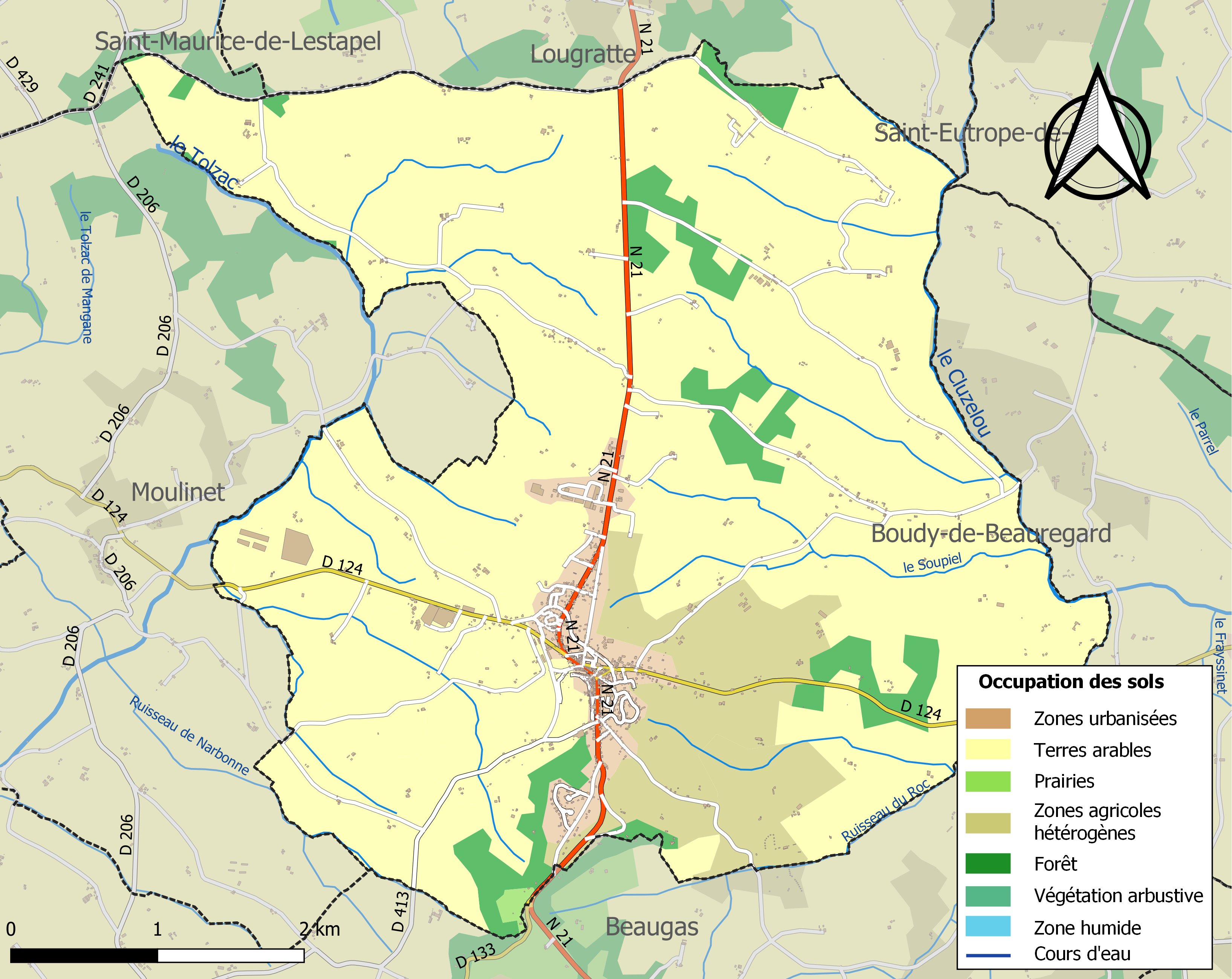
Kaart van de gemeente met de belangrijkste infrastructuur, bodemgebruik en omliggendegemeenten

## Demografie
Onderstaande figuur toont het verloop van het inwonertal (bron: INSEE-tellingen).

## Geboren in Cancon
- Fernand Pouillon (1912-1986), architect en urbanist